# Diamniadio
Diamniadio ist eine städtische Gemeinde (commune) im Département Rufisque der Metropolregion Dakar, gelegen im Westen Senegals am Eingang der Cap-Vert-Halbinsel. Pläne, die verkehrsgünstig gelegene junge Stadt neben Dakar zu einem zweiten Regierungssitz auszubauen, führen seit 2014 zu ersten Ergebnissen. Diamniadio ist der Sitz des Arrondissement de Diamniadio.

## Geographische Lage
Die Stadt Diamniadio liegt im Osten des Départements Rufisque an der Grenze zur Region Thiès und ist als Verkehrsknotenpunkt ein Hauptzugang zur Cap-Vert-Halbinsel. Die Regionalpräfektur Rufisque liegt rund neun Kilometer und die Hauptstadt Senegals Dakar etwa 30 Kilometer westlich von hier. Das Stadtgebiet hat Anteil an den fruchtbaren Feuchtgebieten der Grand Niayes, die sich entlang der Grande-Côte von der Cap-Vert-Halbinsel bis zur Senegalmündung bei Saint-Louis hinziehen, gegen die salzhaltige Seeluft durch eine Kette von Küstendünen geschützt und bestens für Gartenbau geeignet. Das Meer im Nordwesten ist 16 Kilometer, und die Petite-Côte im Südwesten sechs Kilometer entfernt.
Das Stadtgebiet hat eine Fläche von 72,60 km². Benachbarte Kommunen sind im Uhrzeigersinn im Südwesten Bargny und Rufisque Est, im Nordwesten Sangalkam und Bambylor, im Osten Keur Moussa, Sébikotane, noch einmal Keur Moussa und Diass und im Süden Yenne und Sendou.

## Geschichte
Der Ort Diamniadio wurde 2002 mit einer Fläche von 3023 Hektar aus der Communauté rurale Yéne herausgelöst und erhielt den rechtlichen Status einer Gemeinde (commune).
Die Regierung Senegals unter Staatspräsident Macky Sall verfolgte den Plan, aus Diamniadio ein urbanes Zentrum von 300.000 Einwohnern zu entwickeln mit einer zentralen Funktion für das ganze Land. Ein nach dem früheren Staatspräsidenten Abdou Diouf benanntes Konferenzzentrum ist schon entstanden und war 2014 Veranstaltungsort des 15. Gipfeltreffens der Organisation internationale de la Francophonie. Der Bau einer zweiten Universität in der Metropolregion Dakar mit Standort Diamniadio, der Université Amadou Mahtar Mbow (benannt nach dem früheren Generaldirektor der UNESCO, Amadou-Mahtar M'Bow) wurde per Dekret des Staatspräsidenten im Dezember 2012 beschlossen und konnte von ihm am 1. Dezember 2022 eröffnet werden. Die Hälfte der Regierung soll nach Diamniadio übersiedeln und es soll ein zweiter Amtssitz für den Staatspräsidenten entstehen. Ein Haus der Vereinten Nationen, das für bis zu 3000 UN-Beamte Platz bietet, wurde im November 2023 eingeweiht. Seit Januar 2019 wird die Stadt im ÖPNV durch den Train express régional (TER) bedient, der die Metropole Dakar mit dem neuen Flughafen Dakar-Blaise Diagne verbindet. Am 22. Februar 2022 wurde in der Stadt das neue Nationalstadion Senegals eröffnet, das Stade du Senegal.

## Bevölkerung
Nach den letzten Volkszählungen hat sich die Einwohnerzahl wie folgt entwickelt:
| Jahr | Einwohner |
| ---- | --------- |
| 1988 | …         |
| 2002 | 10.898    |
| 2013 | 23.547    |
| 2023 | 47.759    |

## Verkehr
Diamniadio ist ein landesweit wichtiger Verkehrsknotenpunkt. Hier bündeln sich Verkehrsverbindungen aus ganz Senegal auf dem weiteren Weg durch die Cap-Vert-Halbinsel in die Metropole Dakar.
Mitten durch Diamniadio führt die Nationalstraße N 1. Sie verbindet die Stadt über Bargny, Rufisque und Pikine mit der Hafenmetropole Dakar im Westen und in Richtung Osten führt sie durch das Erdnussbecken mit den Städten Saly Portudal, Mbour, Fatick, Kaolack, Birkelane, Kaffrine, Malem Hodar, Koumpentoum und Tambacounda und sie endet in Kidira an der malischen Grenze. Parallel zur N1 verläuft am nördlichen Stadtrand die Bahnstrecke Dakar–Niger, die für den Güterverkehr im Erdnussbecken und mit dem Nachbarland Mali von Bedeutung ist. Am östlichen Stadtrand zweigt die N 2 von der N1 ab. Sie führt in einem großen Bogen durch den Norden des Landes, zunächst in einigem Abstand der Grande-Côte und dann dem linken Senegalufer folgend, durch die Städte Sébikotane, Pout, Thiès, Tivaouane, Kébémer, Louga, Saint-Louis, Richard Toll, Dagana, Ourossogui und trifft zuletzt in Kidira an der malischen Grenze wieder auf die N1.
Zwischen Diamniadio und Sébikotane gibt es eine Anschlussstelle der mautpflichtigen Autoroute 1 an die N2.
Der Flughafen Dakar-Blaise Diagne liegt 15 Kilometer südöstlich der Stadt.